# Trio Joyce
Il Trio Joyce era un terzetto vocale composto da tre sorelle torinesi: Olga, Renata e Franca Joyce.

## Storia del gruppo
Iniziano ad esibirsi presso la Rai di Torino nel 1956.
Nel 1957 hanno lavorato con Erminio Macario mentre si fanno notare al Festival di Sanremo 1958 con due brani cantati insieme a Aurelio Fierro: Fragole e cappellini e I trulli di Alberobello. Nella stessa edizione cantano da sole il brano Nozze d'oro, che però non viene inciso.
Negli anni successivi effettuano alcune tournée internazionali, per poi ritirarsi a vita privata nel 1961.

## Discografia parziale

### 45 giri
- 1958: Sotto l'albero di Natale/'Na chitarra all'estero (Fonit Cetra SP 326; con Claudio Villa

### EP
- 1958: Bianco Natale/Ninna nanna a Gesù/Sotto l'albero di Natale/Tu scendi dalle stelle (Fonit Cetra EPE 3046; con Claudio Villa